# ريوهيإي نيشيواكي
ريوهيإي نيشيواكي (باليابانية: 西脇 良平) (1 أغسطس 1979 في غيفو في اليابان – )؛ هو لاعب كرة قدم ياباني سابق كان يلعب كمهاجم.

## وصلات خارجية
- ريوهيإي نيشيواكي على موقع رابطة كرة القدم اليابانية للمحترفين (اليابانية)
- ريوهيإي نيشيواكي على موقع عالم كرة القدم.نت (الإنجليزية)